# Hydrovatus pyrrus
Hydrovatus pyrrus är en skalbaggsart som beskrevs av Guignot 1958. Hydrovatus pyrrus ingår i släktet Hydrovatus och familjen dykare. Inga underarter finns listade i Catalogue of Life.